# Agathon Deligne
Pour les articles homonymes, voir Deligne.
Agathon Deligne (1890-1961) est un officier général français.

## Biographie
Il commande la Division d'Alger de 1942 à 1943.

## Distinctions
- Grand officier de la Légion d'honneur (1947).